# Alter
 Denne artikel omhandler et bord. Opslagsordet har også en anden betydning, se Alter (månekrater).
Et alter er en forhøjning, et ildsted eller et bord, der indgår i religiøse ritualer. Ordet alter kommer af latin: altus, der betegner noget, der er hævet over omgivelserne.
Alteret er i de fleste religioner det sted, hvor der ofres til guden eller guderne. Som kultsted er alteret i nogle religioner så helligt at lægfolk ikke må have adgang til det.
I kristne kirkebygninger står alteret traditionelt i den del af kirkebygningen, der benævnes koret. Betegnelsen alterbord hentyder til alterets praktiske funktion. I ældre danske kirker er en altertavle normalt placeret over alterbordet, mens alterbordet i flere moderne kirker er fritstående.

## Alterets historie
I vores del af verden er altrets forhistorie at finde i den jødiske tempeltjeneste. Templet i Jerusalem havde flere altre, som var ildsteder, hvor offerdyr eller dele heraf blev brændt, eller hvor der blev bragt velduftende røgofre.
Ved de kristne gudstjenester videreførte man ikke alteret i denne betydning, idet et offersted ikke længere var aktuelt i lyset af Ny Testamentes skildring af Kristus som det fuldkomne offer, der med sin død og opstandelse gør en ende på alle andre ofringer, jf. Hebræerbrevet kap. 7 vers 27. Den forfulgte kristne minoritets måltidsfællesskab med Kristus i nadvermåltidet i private hjem betegnedes Herrens bord.
I 300-tallet blev kristendommen statsreligion i romerriget, og kristne kunne fra da af opføre kirkebygninger, hvor nadverfejringen nu foregik. Herrens bord blev derfor også et stykke inventar, alterbordet. Da helgendyrkelsen blev udbredt i middelalderen, blev det almindeligt at anbringe en relikvie i et lille firkantet hul, den såkaldte helgengrav (sepulchrum), indkapslet under en dæksten. Derved blev alterbordet også et helgenskrin, og begyndte at få den udformning, man ser i mange middelalderkirker. Det blev i middelalderen almindeligt, at kirker foruden hovedalteret fik et antal sidealtre, viet til helgener.
At brød og vin under nadveren bliver til Jesu legeme og blod, hengivet for gudsfolket, er en nytestamentlig tanke, jf. indstiftelsesordene, hvor Jesus selv citeres, jf. Mattæusevangeliet kap. 26 vers 26-28. I middelalderen opstod en ny teologi, der indførte tanken om nadveren som et offer, præsten under nadverhandlingen bringer til Gud (det såkaldte messeoffer). Hermed indførtes i den katolske kirke opfattelsen af nadveren og altertjenesten som en offerhandling, hvilket siden har været et stridspunkt kirkesamfundene imellem, og også spillede en central rolle ved reformationen.
Reformationen forkastede læren om messeofferet. I de reformerte (calvinske) kirker blev altre og altertavler fjernet under billedstormen, med den begrundelse at altre og billeder til gudstjenestebrug ikke er omtalt i Bibelen. I evangelisk-lutherske kirker, bl.a i Danmark, holdt man sig i stedet til det rummeligere lutherske princip om kirkeinventar: Alt, hvad der ikke udtrykkeligt havde Bibelens ord imod sig, kunne beholdes. Derfor bibelholdt man også efter reformationen et alter i hver kirkebygning, nu med vægtlægning på altrets praktiske bordfunktion, både ved nadverens måltidsfællesskab, og som det centrale sted i rummet, som Bibelen ligger på og oplæses fra. Sidealtrene blev fjernet, da man efter reformationen ikke længere rettede sine bønner til helgenerne, de var viet til.
Kirkebygningernes altre har gennem tiderne fået forskellige udformninger. I romansk tid fik enkelte kirker guldaltre (bl.a. Tamdrup Kirke ved Horsens). I den gotiske periode blev altertavler, undertiden skabstavler anbragt oven på alteret. Almindeligt var det såkaldte triptykon, en tredelt tavle, hvis to yderfløje kunne lukkes foran den midterste. Skabet var lukket i faste- og bodstider, og åbent ved højtiderne. Altre og altertavler blev mange steder udskiftet i i barokken, hvor modens svulstige stil også satte sit præg på mange kirkers indretning. Nogle steder udførtes prædikestol og alter i et, prædikestolsaltre, men ideen fik ikke nogen stor udbredelse. I nutidig kirkeindretning går tendensen mod enklere altre. Man kan argumentere for at udviklingen stilmæssigt nærmer sig den enkelhed, bordene i private hjem havde i kristendommens tidlige historie. Modsat vil andre påpege, at det igen blot er et udtryk for modens indflydelse, der denne gang ikke er svulstig, men minimalistisk.
Oprindelig forrettede præster altertjenesten stående foran alteret. Det er stadig det mest almindelige i Den danske Folkekirkes kirkebygninger, men især i løbet af det 20. århundrede er dette blevet ændret flere steder, bl.a. under indflydelse fra den anglikanske og romersk-katolske kirke.
Kirkerummets indretning med et alter, hvorfra liturgen leder gudstjenesten, har i århundreder inspireret megen anden kommunikation. Velkendte nutidige eksempler er tavleundervisning i uddannelsessammenhæng og TV-studiets indretning, hvor en nyhedsvært leder udsendelsen, placeret ved et bord med en billedskærm bag sig.

## Alterudstyr

### Alterkalk
Alterkalk er betegnelsen for den store vinkande, der bruges ved nadver under den kristne gudstjeneste.

### Alterstage
På alteret står to lysestager, alterstager. I den romanske periode var det granitlamper – kraftige stenklodser med huller. I hullerne var der olie med væger, som lyste. Under den gotiske periode fremkom egentlige lysestager, og de danner med stilistiske variationer grundformen for de lysetager, der bruges i nutidens gudstjeneste.
Der er to lysestager på alteret. Den til venstre symboliser Det gamle Testamente den højre Det nye Testamente.

### Altersølv
Altersølv er alterkalken og disken, der bruges ved altergang.

### Altertavle
Altertavle betegner den udsmykkede overbygning til et alterbord. I Danmark kendt siden Middelalderen, ofte med smukke billedskærerarbejder. Malede altertavler ses også ofte.

### Altervæg
H.C. Andersen omtaler i sin rejsebog En Digters Bazar (1842)
i del 3 ("Grækenland") kapitel 8, "den efter de græske Kirkers Brug opførte Altervæg, der har tre Gjennemgange og fra øverst til nederst er bemalet med hellige Billeder".
Hvad Andersen beskriver er imidlertid den væg, ikonostasen eller billedvæggen, som i ortodokse (østlige) kirker skjuler alteret for menigheden.
Ordbog over det danske sprog har Altervæg i sit Supplement: "væg som danner baggrund for et alter".

### Disk
Disk er betegnelsen for den lille tallerken, der bruges til oblaterne, alterbrødet. Disken benævnes også patén.

### Parament
Til altergangen hører paramenterne, de kirkelige tekstiler: præstens klædning, antependium og alterdug. Præsten bærer en messehagel over en hvid messeskjorte. Den ældste form for messehagel bestod af et stort rundt klæde med hul i midten til hovedet. Senere blev siderne skåret op, og i dag består messehagelen kun af et forstykke og bagstykke, der er forbundet over skuldrene. Messehageler findes i forskellige liturgiske farver og bæres afhængig af lejlighed.